# Marocco ai Giochi della XVII Olimpiade
Il Marocco partecipò ai Giochi della XVII Olimpiade che si sono svolti a Roma dal 25 agosto all'11 settembre 1960, con una delegazione di 47 atleti impegnati in dieci discipline: atletica leggera, ciclismo, ginnastica, lotta, pentathlon moderno, pugilato, scherma, sollevamento pesi, tiro e vela, per un totale di 45 competizioni.
Alla sua prima partecipazione ai Giochi olimpici, il Marocco conquistò una medaglia d'argento grazie al maratoneta Rhadi Ben Abdesselam.

## Medaglie
| Medaglia | Atleta               | Sport            | Evento   |
| -------- | -------------------- | ---------------- | -------- |
| Argento  | Rhadi Ben Abdesselam | Atletica leggera | Maratona |